# Chromatomyia mitchelli
Chromatomyia mitchelli är en tvåvingeart som beskrevs av Spencer 1986. Chromatomyia mitchelli ingår i släktet Chromatomyia och familjen minerarflugor.
Artens utbredningsområde är North Carolina. Inga underarter finns listade i Catalogue of Life.